# Léopold Standaert
Léopold Standaert foi um velejador belga, medalhista olímpico. Ele competiu nos Jogos Olímpicos de Verão de 1920 na classe 8 Metre e conquistou a medalha de bronze na disputa realizada segundo as regras de 1919 a bordo do Antwerpia V com Albert Grisar, Willy de l'Arbre, Georges Hellebuyck e Henri Weewauters.